# دیتر رونکل
دیتر رونکل (انگلیسی: Dieter Runkel؛ زادهٔ ۲۱ دسامبر ۱۹۶۶ ‏(۵۸ سال)) دوچرخه‌سوار اهل سوئیس است.